# Hyparpax minor
Hyparpax minor är en fjärilsart som beskrevs av Barnes och Benjamin 1932. Hyparpax minor ingår i släktet Hyparpax och familjen tandspinnare. Inga underarter finns listade i Catalogue of Life.